# Читъндън (окръг, Вермонт)
Окръг Читъндън (на английски: Chittenden County) е окръг в щата Вермонт, Съединени американски щати. Площта му е 1606 km², а населението – 161 531 души (2016). Административен център е град Бърлингтън.